# Никитеревец
Никитеревец — деревня в Бологовском районе Тверской области, входит в состав Выползовского сельского поселения.

## География
Деревня находится в северной части Тверской области на расстоянии приблизительно 29 км на запад-юго-запад от города Бологое.

## История
Деревня уже была отмечена на карте 1847 года как поселение с 44 дворами. В 1909 году здесь было учтено 78 дворов.

## Население
Численность населения: 440 человек (1909 год), 6 (русские 100 %) в 2002 году, 7 в 2010.